# Coordination internationale entre psychothérapeutes psychanalystes s'occupant de personnes avec autisme et membres associés
La Coordination internationale entre psychothérapeutes psychanalystes s'occupant de personnes avec autisme et membres associés ou CIPPA est une association d'orientation psychanalytique de parents et de professionnels travaillant avec des personnes autistes dans les secteurs médico-psychologiques, les institutions sociales et le domaine de la recherche.

## Présentation
La CIPPA est une association loi de 1901, créée en septembre 2004 par deux psychanalystes, le Dr Geneviève Haag, pédopsychiatre et psychanalyste, et Marie-Dominique Amy, psychologue clinicienne et psychanalyste, en vue de « fédérer des groupes de travail qui auront pour mission de rassembler et publier des résultats des prises en charge psychothérapeutiques d’enfants avec autisme, en les soumettant aux critères diagnostiques et évaluatifs déjà internationalement reconnus et validés, pour ainsi permettre les échanges interdisciplinaires et internationaux » ainsi que pour faire connaître le travail des professionnels travaillant avec des personnes autistes dans les secteurs médico-psychologiques et les institutions sociales.
L'association accueille des cliniciens psychanalystes s’occupant de personnes atteintes d‘autisme, auxquels se sont joints depuis 2010 des professionnels non psychanalystes qui ont souhaité réfléchir autour des approches intégratives, des jonctions à faire entre les recherches scientifiques et la psychodynamique, de la politique de réseau et du partenariat avec les parents.
L'association réunit des psychothérapeutes psychanalystes et des professionnels concernés par l'autisme (médecins, médecins-psychiatres, psychologues cliniciens, musicothérapeutes, orthophonistes, psychomotriciens, infirmiers, éducateurs, assistants sociaux, enseignants qui sont membres associés...) et conjugue ainsi des approches psychodynamiques, notamment psychanalytiques, éducatives, cognitives (par exemple le TEACCH) et groupalistes (avec les supervisions d'équipe qu'elle réalise). Les parents sont invités à une coordination annuelle et un groupe de parents/professionnels permet d'échanger les vécus et les ressentis. Selon la psychologue clinicienne, Marie Dessons, la CIPPA « rassemble un très grand nombre de professionnels » du champ de l’autisme et participe aux recherches en vue de mettre à jour des points de convergence entre les sciences cognitives, les neurosciences, la génétique et les acquis des psychopathologies psychanalytiques.
Selon la pédopsychiatre Anne-Sylvie Pelloux, les psychanalystes représentés par la CIPPA « condamnent formellement la pratique de culpabiliser indûment les parents comme le précise leur communiqué de presse du 26 janvier 2012 », ils ne prétendent pas guérir l’autisme mais préconisent « une approche plurielle alliant une approche éducative, rééducative, une aide à la communication, à la socialisation, une scolarisation et des prises en charge psychothérapiques individuelles, groupales ou institutionnelles ».

## Recherche
La Cippa organise également des groupes de travail autour de l’émergence du langage,, des jonctions entre la psychodynamique et les recherches scientifiques, de la place de la psychanalyse en institution, du suivi des adultes autistes, des approches sensorielles, du partenariat avec les parents et des évaluations cognitives et projectives, tel que le formule Bernard Golse la CIPPA permet à des thérapeutes du secteur libéral ou public de mettre leurs observations en commun, et en perspective vis-à-vis des progrès des neurosciences, tout en défendant le maintien d’une place pour l’approche psychotérapeutique dans la prise en charge des enfants autistes.
Le "groupe Evaluations" s'est constitué à l'initiative d'Hélène Suarez-Labat et en tenant compte des bilans psychologiques d'enfants et d'adolescents proposés par plusieurs collègues. Ceci afin d'approfondir les modes de complémentarité entre les épreuves cognitives et projectives ainsi que l’analyse des cliniques de la passation permettant de saisir les modalités singulières du traitement des affects et des émotions » d'après une orientation psychanalytique mais aussi en référence aux « travaux des cliniciens projectivistes de l’École de Paris », notamment Didier Anzieu, Nina Rausch de Traubenberg, Rosine Debray, Vica Shentoub, Françoise Brelet-Foulard, Catherine Chabert, Michèle Emmanuelli, Catherine Azoulay, Monika Boekholt, Hélène Suarez Labat.
Selon le psychologue Claude Wacjman, la CIPPA contribue, en 2013, à l'une des deux grandes études sur l’autisme, en partenariat avec l'INSERM,.

## Organisme de formation
La CIPPA est également un organisme de formation. Ces formations sont proposées dans le médico-social, le sanitaire et le scolaire sont en lien direct avec les objectifs de l'Association. Elles consistent à permettre aux équipes d'acquérir et de perfectionner des connaissances et compétences théoriques, cliniques, éducatives, pédagogiques et psychothérapeutiques, à leur permettre d’organiser des projets individualisés, de les familiariser avec les clivages sensoriels et les disjonctions vécues par les personnes avec autisme entre leurs expériences et leurs émotions.
Les formations mettent aussi en lien les recherches neurologiques, génétiques et cognitives. Elles permettent l'analyse et l'amélioration des pratiques professionnelles et d'élaborer des partenariats avec les familles.

## À l'international
La CIPPA compte des adhérents en Grande-Bretagne, Belgique, Brésil, Suisse, Espagne, Algérie, Italie, Grèce, Pologne, Portugal et Canada. La CIPPA relaie le travail du mouvement « Autisme-Psychanalyse-Santé publique » au Brésil ou réunit des psychanalystes italiens, en vue de mener une étude d'évaluation des pratiques.

## Publications
- Marie-Dominique Amy (dir.), Autismes et psychanalyses : évolutions des pratiques, recherches et articulations, Toulouse, Érès, 2014, 497 p. (ISBN 978-2-7492-4047-3, présentation en ligne)  — Ouvrage issu du Congrès de la CIPPA qui s'est tenu les 8 et 9 février 2013 à Paris
- Marie-Dominique Amy. (2015). Autismes, les inquiétudes d'une psychanalyste. Paris, Erès.
- Bernard Golse. (2013). Mon combat pour les enfants autistes. Paris, Odile Jacob.
- Chantal Lheureux. (2003). L'autisme infantile ou le bruit de la rencontre. Paris, L'Harmattan.